# Goriška vas (Mirna Peč, Slovenija)
Goriška vas je naselje u slovenskoj Općini Mirnoj Peči. Goriška vas se nalazi u pokrajini Dolenjskoj i statističkoj regiji Jugoistočnoj Sloveniji. 

## Stanovništvo
Prema popisu stanovništva iz 2002. godine naselje je imalo 71 stanovnika.